# Кінесика
Кінесика (др.-грец.κίνησις — рух) — сукупність рухів (жестів, міміки), що застосовуються в процесі людського спілкування (за винятком рухів мовного апарату). Розділ паралінгвістики.

## Походження
Термін кінесика вперше був ужитий Реєм Бірдвістелом (англ. Ray Birdwhistell) в 1952 році. Рей був антропологом, який вивчав спілкування людей через жести, пози та рухи. Він робив фільми про поведінку людей в різних соціальних ситуаціях та аналізував їх, щоб показати різні рівні спілкування. Пізніше до нього приєднались інші антропологи, включаючи Маргарет Мід (англ. Margaret Mead) та Грегорі Батесон (англ. Gregory Bateson).

## Предмет вивчення
Кінесика вивчає відображення поведінки людини в її невербальних проявах, до яких належать міміка (рух м'язів обличчя), пантоміміка (рухи всього тіла), «вокальна міміка» (інтонація, тембр, ритм, вібрато голоси), просторовий малюнок (зона, територія, власність і переміщення), експресія (виразність, сила прояву почуттів, переживань), яка може бути вирішальною в інтерпретації вимовних висловлювань. Важливо враховувати, що в різних культурах один і той самий жест може трактуватися по різному.
Невербальні прояви, як довільні, так і мимовільні, спочатку будучи доцільною реакцією в ситуаціях захисту (неприйняття, відторгнення), напади (присвоєння), зосередження (очікування, ритуали та перехідні стани), в довербальний період еволюції людини були самостійним засобом комунікації, а у вербальному періоді закріпилися як напівсвідомий виразний засіб, зберігши функції попередніх етапів.
Будучи для їх виконавця, наприклад, засобом зручності, уявно доцільними або робити «просто так», для спостерігача жести постають як символи специфічної мови образів. Звідси пішли такі вирази, як «обм'як», «зібрався», «встав, як укопаний», що згодом стали вербальними командами.

## Значення жестів
Значення жестів полягає в наданні інформації, додаткової до вербальної:
1. психічний стан партнера;
2. його ставлення до учасників контакту і до питання, що обговорюється;
3. бажання, висловлені, без слів, або ж зупинені свідомістю (ідеомоторіка: захотів встати, але тільки сіпнувся);
4. команди, що не увійшли до тексту — те, що залишилося на умі — рефлекторний багаж розрахунків, виражений в узагальненій символічній формі;
5. як правило, жести виражають ставлення не до будь-якої, а до емоційно значущої інформації;
6. зазвичай, спочатку з'являється жест, а потім формулюється висновок, тобто, можна передбачати характер висновку.

## Причини жестів
Причинами появи жестів також можуть бути самі різні впливи:
1. мода, холод, чистота, особливості одягу, приміщення,меблів і т. д.;
2. партнер копіює жести  присутньої в цей час людини;
3. рефлекторно підключені рухові реакції з колишніх моделей, навіть без зв'язку (нібито) зі станом, який цей жест позначає;
4. від слів, сказаних в цей час або раніше: якщо у відповідний момент групі людей сказати, наприклад, «тягне час», то хто-небудь витягне ноги або встане, витягнеться.

Але, незалежно від причин їх появи, жести завжди — «знак можливої дії».